# Paqueta (geslacht)
Paqueta is een geslacht van vlinders van de familie spinneruilen (Erebidae), uit de onderfamilie Lymantriinae.

## Soorten
- P. basilewskyi Dall'Asta, 1981
- P. brunneifascia Dall'Asta, 1981
- P. chloroscia (Hering, 1926)
- P. infima (Holland, 1893)
- P. sankuruensis Dall'Asta, 1981
- P. subchloroscia Dall'Asta, 1981